# Kali hypomanganat
Kali hypomanganat là một hợp chất vô cơ có công thức hóa học K3MnO4. Nó còn được gọi là kali manganat(V). Chất rắn màu xanh lam sáng này là một ví dụ hiếm gặp của một loại muối với anion hypomanganat hoặc manganat(V), trong đó nguyên tố mangan ở trạng thái oxy hóa +5.

## Điều chế
- Bằng cách khử hai electron của kali pemanganat với kali sunfit dư:[1][2]

MnO4− + SO32− + H2O → MnO43− + SO42− + 2H+
- Bằng cách khử electron đơn mang kali manganat bằng hydro peroxide trong KOH 10M[3]:

2MnO42− + H2O2 + 2OH− → 2MnO43− + O2↑ + 2H2O
- Bằng cách khử electron đơn của kali manganat với mandelat trong KOH 3–10M:

2MnO42− + C8H7O3− + 2OH− → 2MnO43− + C8H5O3− + 2H2O
- Bằng sự phân hủy kép của mangan(IV) oxit với dung dịch kali hydroxide đậm đặc:

2MnO2 + 3OH− → MnO43− + MnOOH + H2O
Hợp chất này không ổn định do anion hypomanganat không ổn định trong phần lớn dung dịch kiềm. Ở thể rắn, nó ổn định đến 800 °C (1.470 °F; 1.070 K).